# Телемедицинский комплекс
Телемедицинский комплекс (телемедицинская система) — набор мобильных и носимых программно-аппаратных средств для применения в домашней телемедицине, экстремальной медицине, медицине катастроф, военной медицине, а также скорой и амбулаторной помощи и реабилитации пациентов. Телемедицинские комплексы обеспечивают беспроводную передачу аудио, видео и других данных о пациенте с места происшествия, используя доступные каналы связи, в телемедицинский центр или любое другое медицинское учреждение для получения удаленной врачебной консультации и проведения удаленной диагностики. Идея разработки телемедицинских комплексов по праву принадлежит России.

## Носимые комплексы
Носимый комплекс, как правило, обеспечивает пользователю свободу рук и включает в себя портативный компьютер, процессор и аккумуляторы, которые располагаются либо в специальном герметичном (пыле- и влагозащищенном) ударопрочном кейсе или чемоданчике, либо в специальном жилете, рюкзаке или на поясе. Также может использоваться запястный компьютер. Дисплей, видеокамера, микрофон и наушники, обеспечивающие видеоконференцсвязь, располагаются в специальном шлеме и/или гарнитуре, надеваемой на голову. Носимые комплексы дополнительно оснащаются медицинским модулем, в который может входит различное портативное медицинское оборудование, как например, электрокардиограф, ультразвуковой сканер, тонометр, глюкометр, спирограф. В медицинский модуль могут входить программы компьютерной интерпретации электрокардиограмм, врачебной анализ кривых, оценка дыхательных проб. Для обеспечения связи в труднодоступных местах, используются спутниковые каналы связи. Подобные комплексы обычно предусматривают возможность подключения оборудования, имеющегося в медицинских учреждениях на местах.

## Мобильные комплексы
Мобильный комплекс (или «телемедицинский центр на колесах») включает средства широкополосной спутниковой связи, средства беспроводной передачи данных, портативную компьютерную аппаратуру, средства видеоконференцсвязи, медицинское оборудование и функционируют на базе санитарных поездов или автомобилях скорой помощи (реанимобилей).
В состав подобных диагностических центров входят отделения ультразвуковой и функциональной диагностики, рентгенодиагностический, офтальмологический и эндоскопической кабинеты, лаборатория, кабинет лор-врача, хирурга, гастроэнтеролога, невропатолога и других.

## Организация каналов связи
Для организации связи при помощи телемедицинских комплексов используются стандартные коммуникационные протоколы видеоконференцсвязи, в том числе SIP, H.323, H.320. Организация связи осуществляется по всем доступным типам телекоммуникационных каналов достаточной пропускной способности, в том числе по следующим каналам — Ethernet, Internet, Intranet с поддержкой протоколов: TCP / IP, DHCP, ARP, FTP, Telnet, HTTP, HTTPS, SOAP и XML.
В малонаселенных местностях возможность использования каналов ISDN практически не представлена. Даже наземные IP-каналы присутствуют только в населенных пунктах, расположенных вдоль больших трасс. Поэтому телемедицинские комплексы должны иметь техническую возможность подключения ко всем доступным каналам связи.
Телемедицинский комплекс также должен обладать возможностью передачи в дуплексном режиме двух видеопотоков и непосредственного подключения медицинской диагностической аппаратуры по портам LAN, IEEE-1394, IEEE-802.11, USB, COM, Bluetooth, S-video, RCA.